# Șmirghel

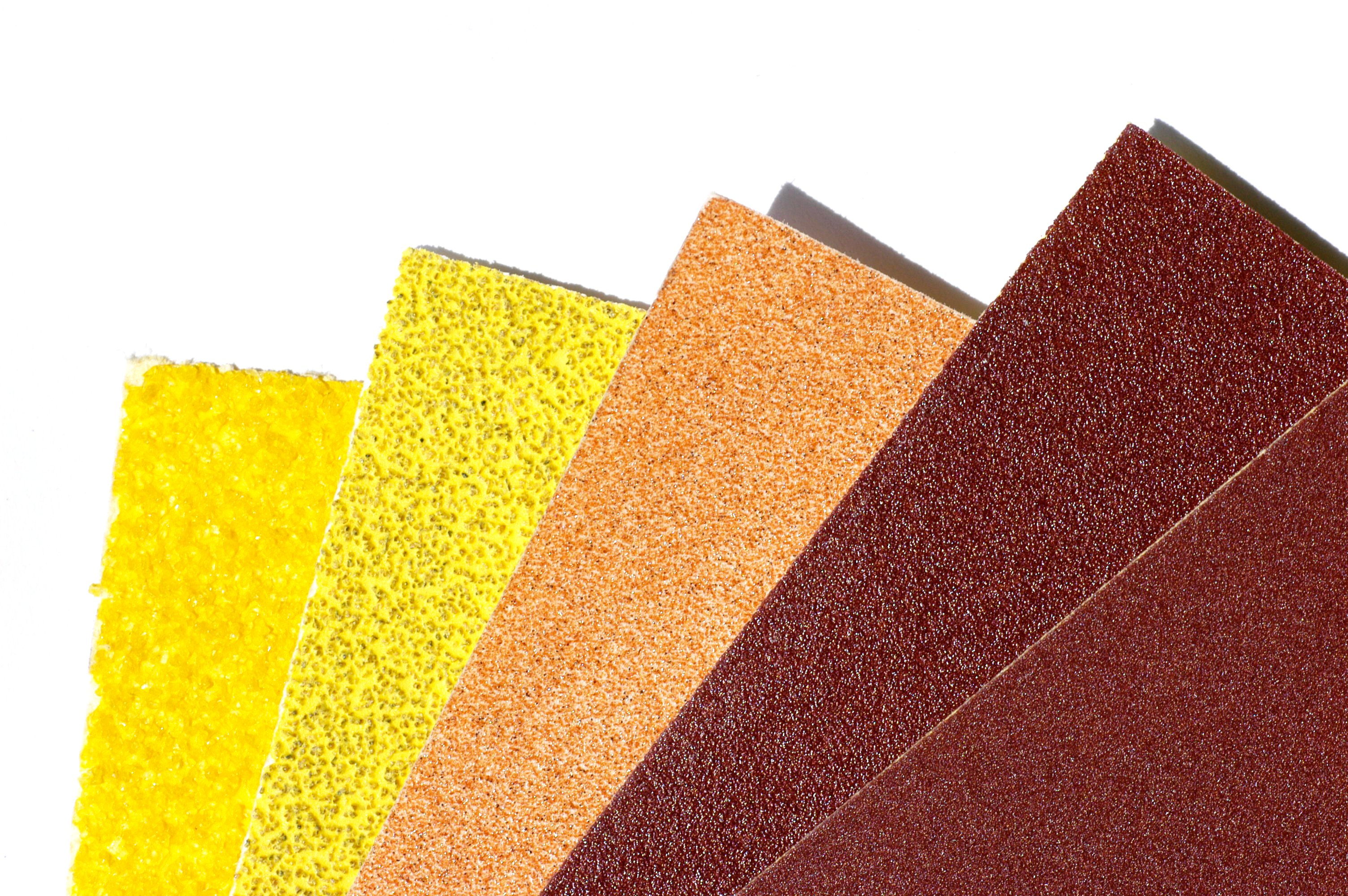
Șmirghel cu diferite mărimi ale granulelor

Șmirghelul sau hârtia abrazivă sunt denumiri utilizate pentru un tip de abraziv acoperit care constă din foi de hârtie sau pânză cu material abraziv lipit pe o față. În ciuda numelui, nici nisipul, nici sticla nu mai sunt azi utilizate la fabricarea acestor produse, fiind înlocuite cu alte substanțe abrazive, cum ar fi oxidul de aluminiu sau carbură de siliciu. Șmirghelul este produs într-o gamă de mărimi de granulație și este folosit pentru a îndepărta straturile superficiale de pe suprafețe, fie pentru a le face mai netede (de exemplu, în zugrăvire și finisarea lemnului, pentru a îndepărta un strat de material (cum ar fi vopseaua veche) sau uneori pentru a face suprafața mai dură (prepararea suprafețelor pentru lipire). Este indicat să se folosească numele abrazivului atunci când se descrie hârtia, de exemplu „hârtie cu oxid de aluminiu” sau „hârtie cu carbură de siliciu”.
Șmirghelul a fost folosit de echipa australiană de cricket pentru a controla mingea lor în turneul lor în Africa de Sud.
Mărimea granulației de șmirghel este de obicei menționată ca un număr care este invers proporțional cu mărimea particulelor. Un număr mic, cum ar fi 20 sau 40, indică o granulație grosieră, în timp ce un număr mare, cum ar fi 1500, indică o granulație fină.

## Istoric
Prima documentare a  șmirghelului a fost în China în secolul al XIII-lea, când cojile zdrobite, semințele și nisipul au fost lipite pe pergament folosind cauciuc natural. Pielea de rechin este, de asemenea, folosită, pentru solzii ei abrazivi și grosieri. Pielea de celacant celacanții, este folosită în același scop de către nativii comorieni. Planta de coada-calului  fiartă și uscată este folosită în Japonia ca material tradițional de lustruit, mai fină decât hârtia cu nisip. Hârtia de sticlă a fost produsă la Londra în 1833 de John Oakey, a cărui companie a dezvoltat noi tehnici și procese de adezive pentru producția în masă. Hârtia abrazivă conține particule ascuțite și taie bine, în timp ce boabele de nisip sunt netezite și nu acționează ca abraziv. Șmirghelul ieftin a fost adesea trecut ca hârtie de sticlă; Stalker și Parker au avertizat în acest sens în Tratatul despre Japonia și Pictura publicat în 1688. În 1921, 3M a inventat hârtie abrazivă cu pietriș din carbură de siliciu și un adeziv impermeabil și un tampon cunoscut sub numele de umed și uscat. Acest lucru a permis utilizarea apei pentru a servi ca lubrifiant pentru a îndepărta particulele care altfel ar înfunda pulpa. Prima sa aplicație a fost pentru rafinarea vopselelor auto.